# Aileen Paterson
Aileen Paterson (n. 30 noiembrie 1934, Edinburgh, Scoția, Regatul Unit – d. 23 martie 2018, Edinburgh, Scoția, Regatul Unit) este o scriitoare și ilustratoare scoțiană, cunoscută pentru seria de cărți pentru copii despre pisoiul Maisie.
S-a născut în orașul Burntisland⁠(d). S-a mutat cu familia la Kirkcaldy, unde a locuit înainte de a fi admisă la Edinburgh Art College, unde s-a specializat în arta ceramicii.

## Publicații
- Maisie comes to Morningside (1984)
- Maisie goes to Glasgow (1984)
- Maisie’s Mystery Tour (1984)
- Maisie Meets her Match (1984)
- Maisie in London (1985)
- Maisie and the Monster (1985)
- Little Marco (1987)
- Maisie goes to School (1988)
- Maisie and the Space Invader (1988)
- Maisie and the Posties (1988)
- Maisie’s Festival Adventure (1988)
- Maisie Loves Paris (1989)
- Maisie goes to Hospital (1989)
- Maisie’s Colouring Book (1990)
- What Maisie did Next (1991)
- Maisie in the Rainforest (1992)
- Maisie and the Puffer (1992)
- The Pigs of Puddledub (1992)
- Maisie Digs up the Past (1994)
- Maisie at the Edinburgh Book Festival (1994)
- Maisie Goes to Hollywood (1994)
- Maisie’s Merry Christmas (1995)
- Maisie’s Second Colouring Book (1995)
- Maisie’s Fun and Games Activity Book (1996)
- Children’s Guide to Edinburgh [illustrated] (1997)
- Maisie and the Pirates (1998)
- Maisie’s Millennium Calendar (1999)
- Maisie Jumps into Japan (2000)
- Maisie Bites the Big Apple (2002)
- Maisie and the Abominable Snowcat (2004)
- Maisie and the Botanic Garden Mystery (2006)
- Maisie’s Botanic Activity Book (2008)